# Дуброва Микола Якович
Микола Якович Дуброва (Ященко) (1846 — ?), родом із села Гмирянка, Чернігівська область — український лірник.
Сліпий з дитинства. Мандрував по Чернігівщині та Полтавщині. Виконував «Думу про бідну вдову».